# Abryna basalis
Abryna basalis là một loài bọ cánh cứng trong họ Cerambycidae.